# Uche Okafor
Uchenna Kizito Okafor (Owerri, 8 agosto 1967 – Dallas, 6 gennaio 2011) è stato un calciatore nigeriano, di ruolo difensore.

## Carriera

### Club
Debuttò nell'ACB Lagos nel 1986, lasciando l'Africa nel 1988 per il Belgio: al KRC Mechelen giocò fino al 1991, trasferendosi in Francia nel 1992 dopo una breve esperienza al Namur sempre in Belgio; una stagione in Germania ed una in Portogallo fecero da preludio al suo trasferimento in Israele, all'Ironi Ashdod, dove giocò tredici gare nel campionato di calcio israeliano. Nel 1996, durante il draft inaugurale della neonata Major League Soccer venne assegnato al Kansas City Wizards, dove concluse la sua carriera nel 2000 dopo la vittoria della lega nazionale.
Stabilitosi a fine carriera negli Stati Uniti, muore nel 2011 all'età di 43 anni. Il suo corpo viene rinvenuto senza vita nella propria abitazione dalla ex-moglie; ma quello che si pensa fosse un suicidio,le successive indagini dell'FBI portano alla conclusione che l'ex calciatore sia stato ucciso.

### Nazionale
Giocò con la Nigeria durante il campionato del mondo 1994 e vinse la Coppa d'Africa 1994. Totalizzò 31 presenze e un gol nel corso della sua carriera internazionale, svoltasi dal 1990 al 1998.

## Palmarès

### Club

#### Competizioni nazionali
- Campionato belga: 1

Malines: 1988-1989
- Campionato MLS: 1

Kansas City Wizards: 2000

#### Competizioni internazionali
- Supercoppa UEFA: 1

Malines: 1988

### Nazionale
- Coppa d'Africa: 1

Tunisia 1994